# Ragel
Ragel — компилятор конечных автоматов, производящий исходный код на C, C++, C#, Objective-C, D, Java, OCaml, Go и Ruby.

## Особенности
Исходным текстом конечного автомата для Ragel служит расширенный язык регулярных выражений и/или диаграмма состояний конечного автомата. Ragel хорошо подходит для построения лексических анализаторов и спецификации протоколов передачи данных.
Ragel позволяет внедрять в любой точке выполнения автомата определяемые пользователем действия. С целью разрешения недетерминизма предусмотрена система приоритетов для операторов регулярного языка.
Ragel поддерживает визуализацию генерируемого автомата с помощью graphviz.

## Примеры применения
Зед Шоу использовал Ragel для своего веб-сервера Mongrel при написании высокопроизводительного анализатора пользовательских HTTP-запросов.